# Triều Tiên Đoan Tông
Triều Tiên Đoan Tông (1441–1457), là vị Quốc vương thứ sáu của nhà Triều Tiên, trị vì từ năm 1452 đến năm 1455.

## Cuộc đời

### Thân thế
Vào ngày 9 tháng 8 năm 1441 (âm lịch ngày 23 tháng 7), Đoan Tông ra đời tên húy là Lý Hoằng Vỹ (李弘暐), là con trai duy nhất của Vương Thế tử khi đó là Văn Tông và Vương Thế tử tần là Hiển Đức Vương hậu. Tuy nhiên, vì cơ thể suy nhược, Hiền Đức Vương hậu đã qua đời chỉ một ngày sau khi sinh Đoan Tông. Sau khi mẹ qua đời, vua Triều Tiên Thế Tông, cảm thương cho người cháu còn nhỏ tuổi, đã bàn bạc với Chiêu Hiến Vương hậu và giao Đoan Tông cho Huệ tần Dương thị, một trong những hậu cung của mình, để nuôi dưỡng. Đoan Tông đã lớn lên dưới sự chăm sóc của Huệ tần Dương thị, người đóng vai trò như một người bà của cậu.
Năm 1448, khi được 8 tuổi, Đoan Tông được phong làm Vương Thế tôn và nhận được tình yêu thương tràn đầy từ ông nội là Vua Thế Tông. Vua Thế Tông, người đang lâm bệnh, đã cảm nhận rằng mình không còn sống lâu và cũng lo lắng rằng con trai yếu đuối của mình là Văn Tông sẽ không sống lâu. Vì vậy, ông luôn lo lắng về người cháu nhỏ Đoan Tông, sợ rằng nếu Văn Tông cũng qua đời sớm, Đoan Tông sẽ gặp khó khăn trong việc sinh tồn giữa những hoàng tử có tham vọng như Thủ Dương Đại quân và nhiều hoàng tử khác. Do đó, trước khi qua đời, ông đã yêu cầu Hoàng Phủ Nhân (황보인), Kim Tông Thụy (김종서), Thành Tam Vấn (성삼문), Phác Bành Niên (박팽년) và Thân Thúc Chu (신숙주) bảo vệ Vương Thế tôn.

### Lên ngôi

#### Vương thế tử và lên ngôi
Năm 1450, sau khi ông nội là vua Thế Tông qua đời và cha ông là Văn Tông lên ngôi, ông lập tức được phong làm Vương Thế tử. Trước khi vua Văn Tông lên ngôi, vua Thế Tông đã nhiều lần bày tỏ lo ngại về tình trạng sức khỏe yếu kém của Văn Tông cũng như sự hiện diện của các con trai khác như Thủ Dương Đại quân và An Bình Đại quân. Vua Thế Tông đã dặn dò các học giả của Tập Hiền Điện bảo vệ người cháu trẻ tuổi của mình. Trong khi Thành Tam Vấn và những người khác tuân theo ý chỉ của vua Thế Tông, thì Thân Thúc Chu lại trở thành một trong những thân tín của Thủ Dương Đại quân.
Tháng 4 năm 1452, Văn Tông bổ nhiệm Thủ Dương Đại quân làm Quán Tập Đô Giám Đô Đề Điều (관습도감도제조). Tuy nhiên, Thủ Dương Đại quân đã khéo léo che giấu tham vọng của mình, tham gia vào các hoạt động tôn giáo như xây dựng chùa chiền và tổ chức pháp hội để che đậy mục đích thực sự. Khi Thủ Dương Đại quân được bổ nhiệm vào vị trí này, Tư Gián Viện (사간원) đã chỉ trích việc trao chức vụ cho thành viên hoàng tộc, nhưng vua Văn Tông đã không lắng nghe. Đúng như lo ngại của vua Thế Tông, vua Văn Tông qua đời chỉ sau 2 năm 3 tháng trị vì.
Đoan Tông nối ngôi cha vào ngày 1 tháng 6 năm 1452 (âm lịch ngày 14 tháng 5) khi mới 12 tuổi. Dù từ nhỏ đã được vua Thế Tông khen ngợi là thông minh, nhưng do còn quá trẻ khi lên ngôi, Đoan Tông không thể tự mình quyết định các công việc quốc gia. Do đó, mọi quyết định đều do các đại thần trong triều đình đưa ra, còn Đoan Tông chỉ có vai trò hình thức trong việc phê chuẩn. Đặc biệt, các vấn đề nhân sự được quyết định theo phương thức "Hoàng phiếu chính sự" (황표정사), do các đại thần quyết định, hình thức này là các quan đại thần triều đình đưa ra các quyết định về những vấn đề quan trọng thông qua việc ký tên vào các văn bản chính thức, thường được gọi là "hoàng phiếu". Sau khi Đoan Tông lên ngôi, tình hình chính trị trở nên bất ổn và quyền lực của hoàng gia suy yếu, trong khi quyền lực của các thân vương, bao gồm cả Thủ Dương Đại quân, ngày càng gia tăng.

#### Sự biến Quý Dậu
Thủ Dương Đại quân tự nhận mình là người bảo vệ có thể thân cận với Đoan Tông, đại diện cho hoàng gia, trong khi bí mật xây dựng thế lực thân tín và chờ đợi cơ hội chiếm đoạt ngai vàng. Khi phát hiện ra rằng phe An Bình Đại quân có ý định hành động trước, vào năm 1453, Thủ Dương Đại quân đã khởi xướng sự biến Quý Dậu (Quý Dậu Tĩnh nan). Ông đã nhận được sự ủng hộ của các thành viên hoàng tộc và các nho sĩ, biện minh cho hành động của mình là để kiểm soát quyền lực quá lớn của các đại thần.
Sau đó, Thủ Dương Đại quân đảm nhận nhiều chức vụ quan trọng, bao gồm cả Chưởng Nhạc Viện Đề Điều (장악원제조), để củng cố quyền lực của mình. Trong khi đó, một số người như Cẩm Thành Đại quân, Huệ tần Dương thị, Vĩnh Ưng Đại quân đã cố gắng bảo vệ Đoan Tông. Ngoài ra, Túc tần Hồng thị, một phi tần Văn Tông, cũng truyền đạt thông tin cho các cận thần trung thành.
Cuộc cạnh tranh quyền lực giữa Thủ Dương Đại quân và An Bình Đại quân lên đến đỉnh điểm vào tháng 10 năm 1453, khi sự biến Quý Dậu nổ ra. Thủ Dương Đại quân, cùng với Hàn Minh Quái (압구정), Quyền Lãm (권람), và các đồng minh khác, đã huy động lực lượng của Hồng Doãn Thành (홍윤성) và Hồng Đạt Tôn (홍달손) để loại bỏ các đại thần bảo vệ Đoan Tông như Hoàng Phủ Nhân, Kim Tông Thụy, và Trịnh Bổn (정분). Vào ngày 10 tháng 10, ông đã đày An Bình Đại quân đến đảo Giang Hoa và tự mình nắm quyền điều hành triều đình với tư cách là Lãnh nghị chính Phủ Sự (영의정부사).
Tiếp đó, vào tháng 3 năm 1454, Thủ Dương Đại quân đã lập danh sách các công thần và tự phong cho mình danh hiệu "Phấn Trung Trượng Nghĩa Khuông Quốc Phụ Tộ Định Sách Tĩnh Nạn Công Thần" (奮忠杖義匡國輔祚定策靖難功臣) hạng nhất. Sau sự biến Quý Dậu, Thủ Dương Đại quân đã hoàn toàn kiểm soát quyền lực, và Đoan Tông chỉ còn là vua trên danh nghĩa.

#### Phục vị Đoan Tông
Năm 1454, khi Thủ Dương Đại quân buộc tội và lưu đày Cẩm Thành Đại quân cùng các cận thần trung thành với Đoan Tông, nhiều đại thần trong triều đã công khai đề xuất việc Đoan Tông phải nhường ngôi. Vào ngày 25 tháng 7 năm 1455 (tức ngày 11 tháng 6 âm lịch), Đoan Tông bị ép buộc phải nhường ngôi cho Thủ Dương Đại quân và trở thành Thượng vương, chuyển đến sống tại Xương Khánh cung (nơi ở của Thượng vương).
Cùng lúc đó, Huệ tần Dương thị, người cũng là người nuôi dưỡng Đoan Tông, bị buộc tội liên kết với Cẩm Thành Đại quân và lạm quyền, bị tịch thu tài sản và lưu đày đến Thanh Phong Quận. Vào ngày 17 tháng 12 năm 1455 (tức ngày 9 tháng 11 âm lịch), bà bị xử tử bằng cách treo cổ.
Vào tháng 6 năm 1456 (âm lịch), nhóm đại thần được gọi là "Sáu Đại thần trung thành" (사육신, Tử lục thần) bao gồm Thành Tam Vấn,  Phác Bành Niên, Lý Khải (이개), Hà Vĩ Địa (하위지), Liễu Thành Nguyên (유성원), và Kim Văn Cơ (김문기) đã âm mưu phục vị cho Đoan Tông. Họ lên kế hoạch ám sát vua Thế Tổ và các đồng minh của ông tại một buổi yến tiệc, nhưng kế hoạch bị lộ khi Kim Ổn (김질), một trong những người tham gia, tiết lộ kế hoạch cho nhạc phụ là Trịnh Xương Tôn (정창손), và kế hoạch bị phá vỡ. Kết quả là, năm 1457, Đoan Tông bị giáng cấp thành Lỗ Sơn quân (魯山君) và bị lưu đày đến Ninh Việt quận.
Tháng 9 năm 1457, Cẩm Thành Đại quân và Lý Bảo Hâm (이보흠), Thuận Hưng Phủ Sứ, lại âm mưu phục vị cho Đoan Tông. Tuy nhiên, vua Thế Tổ đã phát hiện và ra lệnh xử tử Cẩm Thành Đại quân và Đoan Tông. Cùng với đó, tất cả những người liên quan đến nhóm Sáu Đại thần trung thành bị giết hoặc bị biến thành nô lệ cho các công thần của Thế Tổ.

### Cuối đời của Đoan Tông
Vào ngày 21 tháng 10 năm 1457 (âm lịch), Thế Tổ Thực lục (세조실록) ghi chép rằng Đoan Tông, ở tuổi 16, đã tự sát. Tuy nhiên, vì không có lễ tang và mộ phần chính thức cho Đoan Tông cho đến thời vua Trung Tông, nhiều nhà sử học cho rằng ghi chép này có thể không chính xác và cái chết của ông có thể là do bị giết hại.
Sau này Cơ Đại Thăng (기대승) đã ghi chép được việc Thế Tổ ra lệnh cho Đoan Tông uống thuốc độc, và các chứng cứ từ Nghĩa Cấm Phủ (의금부) và lời chứng của người dân Ninh Việt quận vào thời điểm đó cũng cho thấy Đoan Tông đã bị xử án tử hình. Theo các tài liệu, Đoan Tông đã bị xử án bằng cách cho uống thuốc độc (hoặc có thể bị giết bằng cách khác).
Sau khi Đoan Tông qua đời, không ai dám chôn cất thi thể của ông. Tuy nhiên, một người tên là Nghiêm Hưng Đạo (엄흥도), tri quận Ninh Việt, đã thu thập thi thể của Đoan Tông và tìm một nơi để chôn cất. Ông đã tìm thấy một nơi giữa bão tuyết, nơi có một con hươu đã ngồi rồi biến mất, và chọn chôn cất thi thể của Đoan Tông ở đó. Sau khi chôn cất xong, Nghiêm Hưng Đạo đã dẫn gia đình rời khỏi quận Ninh Việt.
Mặc dù chính thức việc tưởng niệm Đoan Tông bị cấm, ngay sau khi ông qua đời, một số người như Trịnh Bảo (정보) và Lý Tú Huỳnh (이수형) vẫn tiếp tục tưởng nhớ ông và thực hiện ba năm tang lễ. Đoan Tông dần được tôn sùng trong tín ngưỡng dân gian và trở thành một trong những thần linh của tín ngưỡng dân gian. Ông được thờ phụng tại Ninh Việt quận (영모전, Đền Đoan Tông), và cũng được coi là một trong những vị thần trong tín ngưỡng dân gian ở một số khu vực.

## Phục hồi danh dự
Sau khi qua đời, Đoan Tông không được gọi bằng miếu hiệu chính thức mà chỉ được biết đến với danh xưng Lỗ Sơn Quân (노산군). Vào thời vua Túc Tông, đã có một số cuộc thảo luận về việc phục hồi danh dự cho Đoan Tông, nhưng những đề xuất này đã bị từ chối. Các nhóm chính trị như Tây Nhân (서인) và Nho Luân (노론), thuộc một nhánh của các học giả Sĩ Lâm (사림), đã thúc đẩy việc phục hồi danh dự cho Đoan Tông và vợ của ông, Định Thuận vương hậu Tống thị (정순왕후 송씨).
Sau 224 năm kể từ khi Đoan Tông qua đời, vào tháng 7 năm 1681, Đoan Tông được Túc Tông phong tặng lại danh hiệu Lỗ Sơn Đại quân (노산대군, Lỗ Sơn Đại Quân). Vào ngày 6 tháng 11 năm 1698, Đoan Tông chính thức được phục hồi danh dự và được gọi bằng tên hiệu Đoan Tông (단종).
Mộ của Đoan Tông, dù chính thức vẫn được gọi là Lỗ Sơn quân Lăng (노산군묘), nhưng thường được người dân gọi là Lỗ Lăng (노릉, Lỗ Lăng). Khi danh hiệu của Đoan Tông được phục hồi từ Lỗ Sơn quân thành Lỗ Sơn Đại quân và sau đó là Đoan Tông, mộ của ông cũng được nâng cấp thành Trường Lăng (장릉).

## Gia đình
Song thân
- Phụ: Triều Tiên Văn Tông(1414 ~ 1452)
- Mẫu: Hiển Đức vương hậu họ Quyền

Vợ
- Định Thuận vương hậu Tống thị ở Lệ Sơn (정순왕후 송씨, 定順王后 宋氏, Jeongsun Wanghu Songssi, 1440 - 1521). Là con gái của Lệ Lương phủ viện quân Tống Thọ (礪良府院君宋玹壽) và Ly Hưng phủ phu nhân họ Mẫn ở Ly Hưng (驪興府夫人驪興閔氏)
- Thục nghi họ Kim ở Quang Châu (숙의 김씨, 淑儀 金氏)
- Thục nghi họ Quyền ở Đông Lai (숙의 권씨, 淑儀 權氏). Tên thật của bà là Quyền Trọng Phi (權仲非)

## Thụy hiệu
- 단종공의온문순정안장경순돈효대왕
- 端宗恭懿溫文純定安莊景順郭孝大王
- Đoan Tông Cung Ý Ôn Văn Thuần Định An Trang Cảnh Thuận Quách Hiếu Đại vương